# Alexander Wladimirowitsch Bumagin
Alexander Wladimirowitsch Bumagin (russisch Александр Владимирович Бумагин; * 1. März 1987 in Toljatti, Russische SFSR) ist ein russischer Eishockeyspieler, der seit Dezember 2018 bei den Frederikshavn White Hawks in der dänischen Metal Ligaen unter Vertrag steht. Sein älterer Bruder Jewgeni ist ebenfalls als Eishockeyprofi aktiv.

## Karriere
Alexander Bumagin begann seine Karriere als Eishockeyspieler in seiner Heimatstadt im Nachwuchsbereich des HK Lada Toljatti, für dessen Profimannschaft er in der Saison 2004/05 sein Debüt in der russischen Superliga gab. In seinem Rookiejahr erzielte er in sieben Spielen zwei Tore und wurde mit seinem Team Vizemeister. Im folgenden Jahr gewann er auf europäischer Ebene mit Lada den IIHF Continental Cup. Daraufhin wurde der Linksschütze im NHL Entry Draft 2006 in der sechsten Runde als insgesamt 170. Spieler von den Edmonton Oilers ausgewählt, für die er allerdings nie spielte. Stattdessen unterschrieb er im Sommer 2007 bei Chimik Moskowskaja Oblast, das seinen Namen anlässlich der Gründung der Kontinentalen Hockey-Liga ein Jahr später in Atlant Mytischtschi änderte. In seiner ersten KHL-Spielzeit erzielte der ehemalige Junioren-Nationalspieler in der Saison 2008/09 in 46 Spielen sechs Tore und bereitete weitere acht vor. Zur Saison 2009/10 wurde er von Atlants Ligarivalen Neftechimik Nischnekamsk verpflichtet, ehe er im Oktober 2010 zu Metallurg Nowokusnezk wechselte. Für Metallurg absolvierte er in der Folge 129 KHL-Partien, ehe er im Januar 2013 an den HK Awangard Omsk abgegeben wurde.
Ab Mai 2013 stand Bumagin bei Sewerstal Tscherepowez unter Vertrag, ehe er im Mai 2014 gegen Eduard Gimatow von Awtomobilist Jekaterinburg eingetauscht wurde. Für Awtomobilist erreichte er 12 Scorerpunkte in 43 KHL-Partien, ehe er im Mai 2015 zu seinem Heimatverein Lada zurückkehrte, der mittlerweile wieder an der KHL teilnahm.
Zwischen Mai 2017 und Dezember 2018 spielte Bumagin für Sewerstal Tscherepowez, ehe er zu den Frederikshavn White Hawks in die dänische Metal Ligaen wechselte.

### International
Für Russland nahm Bumagin an der U18-Junioren-Weltmeisterschaft 2005 sowie der U20-Junioren-Weltmeisterschaft 2007 teil.

## Erfolge und Auszeichnungen
- 2005 Russischer Vizemeister mit dem HK Lada Toljatti
- 2006 IIHF-Continental-Cup-Gewinn mit dem HK Lada Toljatti
- 2007 Silbermedaille bei der U20-Junioren-Weltmeisterschaft

## KHL-Statistik
(Stand: Ende der Saison 2010/11)